# Francisco Leontaritis
Francisco Leontaritis (1518-1572) est un compositeur et chanteur grec de la Renaissance. Il est le premier compositeur grec de musique classique occidentale connu.

## Biographie
Leontaritis est déjà un compositeur renommé lorsqu'il quitte la Crète, alors sous domination vénitienne. Il étudie avec les plus grands musiciens du temps, Roland de Lassus et Palestrina et travaille à Venise sous la direction d'Adrien Willaert. Il se produit comme chanteur dans les maisons princières italiennes, puis comme compositeur à Munich, Augsbourg et Salzbourg.
Il a composé trois messes (qui sont parvenues jusqu'à nous) et quelques trentaines de motets, madrigaux et chansons napolitaines.
Après 1568, il retourne en Crète.
Son œuvre est oubliée jusqu'aux travaux de l'historien Nikolaos Panagiotakis dans les années 1980.